# Covert Affairs
Covert Affairs es una serie de televisión estadounidense de USA Network estrenada el 13 de julio de 2010.
El 6 de enero de 2015, USA Network anunció que la serie no sería renovada para una sexta temporada, citando bajos niveles de audiencia como el motivo para la cancelación del programa.

## Argumento
Una joven aprendiz de la CIA, Annie Walker, es enviada a trabajar en la División de Protección Doméstica (DPD), donde se desempeña como agente de campo. August "Auggie" Anderson, un agente de tecnología ciego, es el guía de Annie en su nueva vida. La tapadera de Annie es que trabaja en el departamento de Adquisiciones del Museo Smithsonian.

## Reparto

### Reparto principal
- Piper Perabo es Annie Walker.
- Christopher Gorham es Auggie Anderson.
- Kari Matchett es Joan Campbell.
- Anne Dudek es Danielle Brooks.
- Sendhil Ramamurthy es Jai Wilcox.
- Peter Gallagher es Arthur Campbell.
- Hill Harper es Calder Michaels.
- Nic Bishop es Ryan McQuaid.

### Reparto recurrente
- Eion Bailey es Ben Mercer.
- Gregory Itzin es Henry Wilcox.
- Oded Fehr es Eyal Lavin.
- Sarah Clarke es Lena Smith.
- Manolo Cardona es Teo Braga
- Emmanuelle Vaugier es Liza Hearn.
- Evan Sabba es Michael Brooks.
- Richard Coyle es Simon Fischer.

## Desarrollo, la fundación y la producción
Covert Affairs apareció por primera vez en la pizarra desarrollo USA Network en julio de 2008. El episodio piloto fue escrito por Matt Corman y Ord Chris. casting estaba en marcha en junio de 2009, con la expectativa de que el casting con éxito daría lugar a un compromiso de producción. Emily Blunt fue la primera actriz reparto a principios de julio de 2009 como agente de la CIA Annie Walker. El casting de Christopher Gorham llegó a finales de julio, seguido rápidamente por el anuncio de que el piloto había sido luz verde por USA Network.
A principios de agosto de 2009, Tim Matheson firmado para dirigir un piloto de 90 minutos. Otros anuncios de fundición incluido Anne Dudek a mediados de agosto, seguido por Kari Matchett y Peter Gallagher a principios de septiembre. Eric Lively fue elegida como miembro oficial de la CIA como un adjunto del personaje de Perabo, y Eion Bailey fue elegido para un papel recurrente como su exnovio . El piloto comenzó a rodarse en Toronto en septiembre de 2009.
En enero de 2010, el piloto de Covert Affairs recibido una orden de 10 episodios. Sendhil Ramamurthy esta en el reparto como un agente de la CIA, sustituyendo al personaje de Lively, junto con Emmanuelle Vaugier en un papel recurrente como periodista.
Los productores ejecutivos de la serie son Doug Liman y David Bartis y el coproductor ejecutivo Jonathan Glassner. La producción de la serie se basa en un estudio en Toronto, Ontario, donde los conjuntos estáticos primarios se alojan, así como en lugares de rodaje "stock" en toda el área local. Este material se combina con el material filmado en los diferentes lugares internacionales en los que los episodios de la serie se establecen, como Washington D. C., la captura de elementos geográficos singulares de estos lugares. En algunos casos, los productores de la serie puede decidir utilizar un sustituto de ubicación de disparos que no puedan ser filmados, ya sea en el área de Toronto, o en el lugar donde se desarrolla la historia, por ejemplo, si los costos o la logística del rodaje sería ser poco práctico, o si la ubicación especificada es ficticio.